# OTP Ingatlanpont
AZ OTP Ingatlanpont (hivatalosan OTP Ingatlanpont Ingatlanközvetítő Kft, ismertebb nevén OTP IP) egy budapesti székhelyű, magyar ingatlaniroda. Mára több mint 800 fős hálózatával, országszerte közel 90 irodán keresztül biztosít teljes körű ingatlanközvetítői szolgáltatást ügyfeleinknek. Az OTP Ingatlanpont széleskörű szolgáltatásokat nyújt, többek között ingatlanértékesítést, értékbecslést, ingatlan-lízinget, bérlői képviseletet, stratégiai tanácsadást valamint az anyavállalatán, az OTP Bankon keresztül jelzálog-szolgáltatásokat és ingatlanhiteleket is.
A vállalat a 2011-es alapítása óta az OTP Csoport tagja.

## Története
A vállalatot 2011-ben alapították Budapesten.
2018 decemberében az OTP Ingatlanpont digitális ügyintézésre váltott, bevezette a KAPCSOLATIPONT ügyfélfiókot, amelyben nyomon követhető az ingatlan vétel, valamint eladás teljes folyamata.